# Иона (архиепископ Ростовский)
Архиепископ Иона (ум. 20 апреля 1577, Москва) — епископ Русской церкви, архиепископ Ростовский, Ярославский и Белозерский.

## Биография
В 1574 году хиротонисан во епископа с возведением в сан архиепископа Ростовского и Ярославского на место скончавшегося Корнилия.
Сохранилась «Жалованная грамота архиепископа Ионы Ростовского, Ярославского и Белозерского Кириллову монастырю об освобождении от дани и пошлин причта двух монастырских церквей» от 1574 года.
Скончался 20 апреля 1577 года в Москве, не прибыв к месту своего назначения.